# Longaulnay
Longaulnay är en kommun i departementet Ille-et-Vilaine i regionen Bretagne i nordvästra Frankrike. Kommunen ligger i kantonen Tinténiac som tillhör arrondissementet Saint-Malo. År 2022 hade Longaulnay 598 invånare.

## Befolkningsutveckling
Antalet invånare i kommunen Longaulnay
Referens:INSEE